# 심야 라디오 DJ를 부탁해
심야 라디오 DJ를 부탁해는 대한민국의 방송국 문화방송의 라디오 채널 MBC FM4U(수도권 FM 91.9MHz)에서 매일 새벽 3시부터 새벽 4시까지 방송했던 프로그램이다. 매일 1명의 일반인을 DJ로 초대하여 DJ의 이야기와 직접 선곡한 음악을 듣는 프로그램이다. 2016년 9월 25일 자로 2년 만에 폐지되었다.